# Benjamín Száraz
Benjamín Száraz (* 9. března 1998) je slovenský fotbalový brankář, od června 2015 působící v A-týmu FK Senica. Je slovenským mládežnickým reprezentantem.

## Klubová kariéra
Svoji fotbalovou kariéru začal v klubu FC Veľký Kýr, odkud v průběhu mládeže zamířil nejprve do celkuŠK Šurany a poté se stal posilou mužstva FK Senica.

### FK Senica
Před sezonou 2015/16 se propracoval do prvního týmu mužstva, kde podepsal s mužstvem kontrakt do léta 2018. V květnu 2015 absolvoval stáž v italském týmu A.C. Cesena.

## Reprezentační kariéra
V roce 2014 se fotbalista zúčastnil mezinárodního turnaje Frenz International Cup, který se konal v Malajsii, a slovenský výběr do 16 let získal zlaté medaile, když ve finále porazil reprezentaci Íránu 2ː0 po prodloužení.